# Saprinus dussaulti
Saprinus dussaulti är en skalbaggsart som beskrevs av Sylvain Auguste de Marseul 1870. Saprinus dussaulti ingår i släktet Saprinus och familjen stumpbaggar. Inga underarter finns listade i Catalogue of Life.